# Flaga Baltimore
Flaga Baltimore – jeden z symboli amerykańskiego miasta Baltimore.

## Opis flagi
Flagę Baltimore stanowi prostokątny płat tkaniny o stosunku wysokości do długości jak 2:3, złożony z sześciu słupów (pasów pionowych), naprzemiennie żółtych i czarnych, przedzielonych w skos od strony drzewca pasem z barwami ułożonymi odwrotnie (czarny romb lub jego fragment na słupie żółtym, żółty na pasie czarnym). Pośrodku płata umieszczono tarczę herbową o czarnym polu i żółtej bordiurze, w której centralnie umieszczono wizerunek Battle Monument (pomnika wzniesionego dla upamiętnienia bitwy pod Baltimore) barwy srebrnej.

## Symbolika
Układ barwnych pasów flagi pochodzi z herbu Lorda Baltimore, George'a Calverta, identyczny wzór znajduje się na dwóch z czterech pól flagi stanu Maryland. Pomnik przedstawiony w tarczy herbowej znajduje się w centrum miasta. Projektantem pomnika, odsłoniętego w 1815 roku, był Maximilian Godefroy. Poza oczywistym odniesieniem do bitwy pod Baltimore, pośrednio nawiązuje do hymnu USA, do napisania którego zainspirowała Francisa S. Key ta właśnie bitwa.

## Historia
Flagę ustanowiono 11 lutego 1915. Rok wcześniej ówczesny burmistrz miasta, James H. Preston we współpracy z komisją sztuki przy Radzie Miasta ogłosił konkurs na miejską flagę. Z okazji obchodów rocznicy powstania amerykańskiego hymnu, wzór flagi miał do niego nawiązywać. Na konkurs, w którym nagroda wynosiła 50 dolarów, napłynęło 40 prac. Żadna z nich nie znalazła uznania Komisji, w związku z czym Komisja opracowała a następnie przyjęła własny projekt flagi, będący odtąd oficjalną flagą miasta. Jedyną zmianą było usunięcie znajdującego się w pierwotnym projekcie wieńca z liści dębowych umieszczonego wzdłuż dolnego skraju tarczy.
Poprzednio, od przełomu XIX/XX wieku, miasto używało flagi białej z umieszczoną centralnie pieczęcią miasta.